# Хииемяэ, Маль
Маль Хииемяэ (эст. Mall Hiiemäe, родилась 9 января 1937 года в Роостое) — эстонский фольклорист, исследовательница эстонской народной культуры.

## Биография
Окончила в 1962 году Тартуский государственный университет. С 1964 года сотрудница Эстонского архива народного творчества при Эстонском музее литературы, старший научный сотрудник. В 1965 году впервые совершила поездку в Финляндию в рамках научного обмена между Финляндией и СССР. В своих научных работах обращала особое внимание на разницу между обычным творчеством и фольклором, пытаясь дать определение фольклору как таковому